# Elva jõgi
Elva jõgi är ett vattendrag i Estland. Den är 82 km lång och är ett sydligt högerbiflöde till Emajõgi som mynnar i sjön Peipus. Källa är sjön Valgjärv i Kanepi kommun i landskapet Põlvamaa. Därifrån rinner floden väster ut, in i Valgamaa där den vänder norrut och passerar gränsen till Tartumaa. Elva jõgi rinner genom staden Elva, småköpingen Tõravere och sjön Keeri järv. Den förenas med Emajõgi strax norr om småköpingen Ulila i Elva kommun i landskapet Tartumaa. 